# DFV-Supercup
La DFV-Supercup fue la supercopa de fútbol de la Alemania del Este, jugada entre el ganador de la DDR-Oberliga y de la FDGB-Pokal. Originalmente se planeó que comenzara en el año 1988, pero se pospuso al ganar el BFC Dynamo ambas competiciones. Se jugó por primera vez en el año 1989, cuando el BFC Dynamo (campeón de la FDGB-Pokal) derrotó por 4-1 al SG Dinamo Dresde (campeón de la DDR-Oberliga). La competición no se jugó en 1990, con la Reunificación alemana en marcha, y se jugó en su lugar la Deutschland-Cup entre el campeón de Alemania Occidental y el de Alemania del Este. En 1991 los campeones de los dos torneos del Este participaron en la DFB-Supercup.

## Edición de 1989
|            | POR        | Ronny Teuber      |     |
|            | DEF        | Frank Lieberam    |     |
|            | DEF        | Detlef Schößler   |     |
|            | DEF        | Andreas Trautmann | 46' |
|            | DEF        | Kirchner          |     |
|            | DEF        | Matthias Döschner |     |
|            | MED        | Jörg Stübner      |     |
|            | MED        | Hans-Uwe Pilz     |     |
|            | MED        | Matthias Sammer   |     |
|            | DEL        | Ulf Kirsten       |     |
|            | DEL        | Torsten Gütschow  | 55' |
| Entrenador | Entrenador | Eduard Geyer      |     |

|            | POR        | Bodo Rudwaleit    |     |
|            | DEF        | Burkhard Reich    |     |
|            | DEF        | Waldemar Ksienzyk |     |
|            | DEF        | Hendrik Herzog    |     |
|            | DEF        | Bernd Schulz      |     |
|            | MED        | Marco Köller      |     |
|            | MED        | Jörg Fügner       | 77' |
|            | MED        | Rainer Ernst      |     |
|            | MED        | Heiko Bonan       | 77' |
|            | DEL        | Thomas Doll       |     |
|            | DEL        | Andreas Thom      |     |
| Entrenador | Entrenador | Helmut Jäschke    |     |

|  | DEF | Ralf Hauptmann | 46' |
|  | MED | Uwe Jähnig     | 55' |

|  | MED | Jörn Lenz  | 77' |
|  | DEF | Jörg Buder | 77' |

|  | 87' | Sammer |

|  | 31' | Schulz |
|  | 62' | Doll   |
|  | 75' | Doll   |
|  | 84' | Ernst  |

| Árbitro | Klaus-Dieter Stenzel |

|            | POR        | Ronny Teuber      |     |
|            | DEF        | Frank Lieberam    |     |
|            | DEF        | Detlef Schößler   |     |
|            | DEF        | Andreas Trautmann | 46' |
|            | DEF        | Kirchner          |     |
|            | DEF        | Matthias Döschner |     |
|            | MED        | Jörg Stübner      |     |
|            | MED        | Hans-Uwe Pilz     |     |
|            | MED        | Matthias Sammer   |     |
|            | DEL        | Ulf Kirsten       |     |
|            | DEL        | Torsten Gütschow  | 55' |
| Entrenador | Entrenador | Eduard Geyer      |     |

|            | POR        | Bodo Rudwaleit    |     |
|            | DEF        | Burkhard Reich    |     |
|            | DEF        | Waldemar Ksienzyk |     |
|            | DEF        | Hendrik Herzog    |     |
|            | DEF        | Bernd Schulz      |     |
|            | MED        | Marco Köller      |     |
|            | MED        | Jörg Fügner       | 77' |
|            | MED        | Rainer Ernst      |     |
|            | MED        | Heiko Bonan       | 77' |
|            | DEL        | Thomas Doll       |     |
|            | DEL        | Andreas Thom      |     |
| Entrenador | Entrenador | Helmut Jäschke    |     |

|  | DEF | Ralf Hauptmann | 46' |
|  | MED | Uwe Jähnig     | 55' |

|  | MED | Jörn Lenz  | 77' |
|  | DEF | Jörg Buder | 77' |

|  | 87' | Sammer |

|  | 31' | Schulz |
|  | 62' | Doll   |
|  | 75' | Doll   |
|  | 84' | Ernst  |

| Árbitro | Klaus-Dieter Stenzel |

- Datos: Q558016